# Hard Times (película de 1975)
Hard Times es una película protagonizada por Charles Bronson y James Coburn. Fue dirigida por Walter Hill y estrenada en el año 1975.

## Sinopsis
Son los años de la Gran Depresión en los Estados Unidos, y un experto en peleas a puño limpio llega a la ciudad de Nueva Orleans. Su nombre es Chaney (Bronson), y a pesar de su apariencia avejentada y su personalidad enigmática, derrota a cualquier rival que se le ponga en enfrente, aunque con el apoyo de Speedy (Coburn), un oportunista promotor de luchadores callejeros. Sin embargo, Speedy llega a meterse en problemas debido a deudas pasadas, por lo que Chaney deberá afrontar un decisivo combate para salvarle la vida.

## Reparto
- Charles Bronson como Chaney
- James Coburn como Spencer "Speed" Weed: un oportunista simplista y sombrío, con una debilidad enfermiza por el juego, que actúa como gerente de Chaney.
- Jill Ireland como Lucy Simpsonz: una mujer casada que vive sola con quien Chaney se involucra brevemente.
- Strother Martin como Poe: un ex estudiante de medicina y adicto al opio contratado para reparar los cortes de Chaney.
- Robert Tessier como Jim Henry: un temido luchador callejero de Nueva Orleans que se encuentra con su pareja en Chaney.
- Michael McGuire como Chick Gandil: un hombre de negocios sin escrúpulos y el rival más exitoso de Speed, que financia a Jim Henry.
- Nick Dimitri como Street: un blazer de cuero negro con el luchador callejero Gandil recluta para enfrentar a Chaney en la pelea culminante.
- Margaret Blye como Gayleen Schoonover: La compañera de Speed.
- Thomas Jefferson: como trompetista de jazz, cameo sin acreditar.

## Recepción
La película tiene una calificación reciente del 92% en el sitio web de agregación de reseñas de películas Rotten Tomatoes basado en 12 reseñas de críticos.
Pauline Kael calificó el escenario de Tiempos difíciles como "recreaciones de época elaboradas que casi parecen estar allí por su propio bien". La película trata sobre las personalidades de los luchadores callejeros y sus agentes, personas al margen de la sociedad.  Por otro lado, poner la película en la Depresión podría haber sido una forma de que Hill hiciera de Chaney un personaje más comprensivo. Kael explica: "Ponle [a Charles Bronson] con ropa moderna y es un tipo duro y duro, pero con esa gorra es uno de los desposeídos, un hombre honesto que conoce el hambre".
Roger Ebert, en su reseña de Hard Times del 14 de octubre de 1975 en el Chicago Sun-Times, la consideró "una película poderosa y brutal que contiene una interpretación definitiva de Charles Bronson".